# (9671) Héméra
(9671) Héméra, désignation internationale (9671) Hemera, est un astéroïde de la ceinture principale aréocroiseur.

## Description
(9671) Héméra est un astéroïde aréocroiseur. Il fut découvert par Lenka Šarounová le 5 octobre 1997 à Ondrejov. Il présente une orbite caractérisée par un demi-grand axe de 2,69 UA, une excentricité de 0,435 et une inclinaison de 4,83° par rapport à l'écliptique.

## Nom
Il fut nommé en référence à Héméra, déesse grecque de la lumière terrestre et personnification du jour. C'est une divinité primordiale, fille d'Érèbe (les Ténèbres) ou de Chronos (le Temps) et de Nyx (la Nuit).

## Compléments